# ジョン・ハートランフト
ジョン・フレデリック・ハートランフト（英:John Frederick Hartranft、1830年12月16日-1888年10月17日）は、1873年から1879年までアメリカ合衆国ペンシルベニア州知事を務め、南北戦争では北軍の将軍であり、その功績で名誉勲章を受章した。

## 初期の経歴
ハートランフトはペンシルベニア州モンゴメリー郡のポッツタウンに近い、ファグリーズビルで生まれた。バージニア州（現在はウェストバージニア州）のマーシャル大学で学び、1853年にニューヨーク州スケネクタディのユニオン大学から土木工学の学位を得た。短期間ペンシルベニア州東部の2つの鉄道会社のために働き、その後、ペンシルベニア州ノリスタウンの家に戻って父の不動産業と駅馬車業を援けた。1854年にはモンゴメリー郡の副保安官に指名された。これと同じ年にサリー・ダグラス・セブリングと結婚した。夫妻には7人の子供が生まれたが、3人は幼時に死亡した。
ハートランフトはノリスタウンの消防団で活動し、地元のフリーメイソン・ロッジに入った。1860年に法廷弁護士として認められ、ペンシルベニア民兵隊では大佐の位に昇った。

## 南北戦争
1861年4月、ハートランフトはノリスタウンで90日志願兵のモンゴメリー郡連隊を立ち上げ、第4ペンシルベニア志願歩兵連隊の大佐を務めた。その連隊は徴兵期間が切れてペンシルベニア州に戻ったが、それは第一次ブルランの戦い前夜、まさに戦いが始まろうとしている時だった。ハートランフトは部隊兵達が故郷に帰ると決めたことに屈辱を感じた。1861年7月21日のブルランの戦いには北軍に留まって戦った。この時の功績で1886年8月21日に、仲間のペンシルベニア出身ウィリアム・B・フランクリン准将に仕えることを志願したとして、名誉勲章を受章した。その受章文は、「その徴兵期間が切れた後も側近として従軍を志願し、戦闘に加わり、混乱に陥らされた数個連隊を鼓舞して功績を残した。」となっていた。
ハートランフトは3年間徴兵の連隊、第51ペンシルベニア歩兵連隊を立ち上げその大佐になった。この部隊はアンブローズ・バーンサイド少将の行ったノースカロライナ州海岸遠征に従軍し、ロアノーク島の戦いやニューバーンの戦いに参戦した。1862年7月、ハートランフトの部隊はバージニア州ニューポートニューズまで進み、バーンサイドの第9軍団の一部となり、第二次ブルランの戦いやサウス山の戦いで戦った。この部隊はアンティータムの戦いにも参戦し、有名なバーンサイド橋を渡っての突撃を率いて120名という損失を出した。またフレデリックスバーグの戦いにも加わった。第51ペンシルベニア連隊は西部戦線に転属となり、ハートランフトはビックスバーグの包囲戦、キャンベル駅の戦いおよびノックスビル方面作戦に参戦した。ハートランフトはまだ大佐だったが、キャンベル駅以降は第9軍団の第2師団を指揮した。
1864年には東部戦線に戻り、ハートランフトはオーバーランド方面作戦で第9軍団第3師団の第1旅団を指揮し、荒野の戦いやスポットシルバニア・コートハウスの戦いに参戦した後、1864年5月12日付けで准将に昇進した。その後もリッチモンドやピーターズバーグに対する作戦行動を続けた。その旅団はピープル農園の戦いで功績を挙げた。第9軍団が再編された時、ハートランフトは新しく編成されたペンシルベニアの連隊からなる新しい第3師団の指揮官となった。ステッドマン砦の戦いでは、その経験の無い師団を率いて予備隊の位置から反撃して占領されていた砦を奪い返し、南軍ロバート・E・リー将軍の最後の攻勢を破ったことで、ユリシーズ・グラント中将から少将に名誉昇進を与えられた。

## 戦後の活動
戦争が終わった時、ハートランフトは古議事堂監獄の指揮官をしており、リンカーン大統領暗殺事件で告発された者達の裁判の間、特任の憲兵司令官に指名された。連邦政府によって処刑された最初の女性であるメアリー・サラットに対して親切な待遇を行ったことで知られている。1865年7月7日、メアリー・サラット、ルイス・パウェル、デイヴィッド・ヘロルド、およびジョージ・アツェロットをレズリー・マクネア砦の絞首台に導いた。ハートランフトは彼らに最後の権利を読み上げた後に絞首刑に処した。
ハートランフトは戦後に支持政党を変え、共和党員となって、元北軍将軍のジョン・ギアリーがペンシルベニア州知事を務める間の1867年から1873年まで、その会計検査院長官を務め、その後の1872年に州知事に選出された。ハートランフトは教育、市政の改革、銀行の規制、製造業と商業の改良および州兵軍の再編を強く提唱した。アフリカ系アメリカ人に対する選挙権付与を支持し、サイモン・キャメロンの腐敗した政治マシーンと戦い、労働者の権利を支持した。

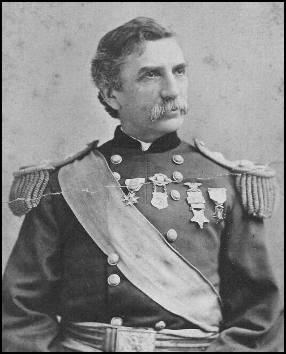
南北戦争後のジョン・F・ハートランフト

ハートランフトが知事を務める間に州憲法の改訂が完了し、1873年憲法として批准された。この憲法では、特別な地域限定的立法を禁止し、下院議員の任期は1年から2年に、上院議員の任期は3年から4年に改訂された。
1875年の知事選挙では、民主党候補でスクールキル郡の郡裁判所長だったサイラス・L・パーシングを接戦の末に退け、知事2期目を務めることになった。
ハートランフトは北軍退役兵の組織である共和国グランド・アーミーの第5代総司令官となり、1875年から1877年まで務めた。
アメリカ合衆国が1876年に建国100周年を祝ったとき、ハートランフトはフィラデルフィアのフェアモント公園を中心に行われた祝賀式典でペンシルベニア州が先導するのを目撃した。
1876年6月の共和党全国大会では、ハートランフトも大統領候補の一人だったが、結果は南北戦争の同じ軍団でハートランフトと共に戦ったオハイオ州出身のラザフォード・ヘイズが指名された。
ハートランフトの知事2期目、1870年代初期の製造業ブームの後で経済不況と失業の問題が起こり、1877年の鉄道大ストライキや無煙炭田地域におけるモリー・マグワイアズの事件など、幾つかの重大な市民騒動が起こった。ハートランフトは秩序の維持のためにまずは州兵、続いて連邦正規軍を招集した。フィラデルフィア、レディングおよびピッツバーグでは、放火が行われてスクーカル川沿いで11人が死亡した後に、連邦軍が鎮めた。その後ハートランフトは労働組合の認知と争議の仲裁を提案した。
ペンシルベニア州アレゲニー郡の地方検事はピッツバーグにおける市民暴動に知事が州兵を招集する前例を作ったことに関与し、その釈明を求めて大陪審にハートランフトを呼び出そうとした。ハートランフトが出廷を拒んだときに大陪審はハートランフトを支持した。その裁決は「ハートランフト判決」と呼ばれることになった。
ハートランフトは1879年に故郷のモンゴメリー郡に戻り、そこの郵便局長を引き受けた。その後フィラデルフィアの税関長に指名された。またペンシルベニア州兵隊指揮官に再指名されその発展に貢献した。
ジョン・ハートランフトはノリスタウンで死に、モンゴメリー墓地に埋葬された。ペンシルベニア州兵隊は後にハートランフトの墓にオベリスクを建てた。

## 記念
ペンシルベニア州ハリスバーグのペンシルベニア州議会議事堂に隣接して、ハートランフトを称える印象的な騎馬像が立っている。南北戦争北軍退役兵の息子達のキャンプ第15号はハートランフトに因んで名付けられた。ピーターズバーグとビックスバーグにある大理石碑はハートランフトの南北戦争における功績を称えている。ノリスタウンおよびフィラデルフィアにある小学校はその知事に因んで名付けられた。フィラデルフィアのハートランフト地区、フィラデルフィアのスポーツ複合施設近くのパッカーパーク、サウス・フィラデルフィアの通りはハートランフトに因むものである。ペンシルベニア州立大学ユニバーシティパークにある大学寮もハートランフトに因んで名付けられた。ノリスタウンのアベニュー、イーストノリトン近くのブールバール、ワシントン砦の通り、ピッツバーグ市ブルックリン地区の通りもハートランフトの名前を冠している。

## 名誉勲章の受章文

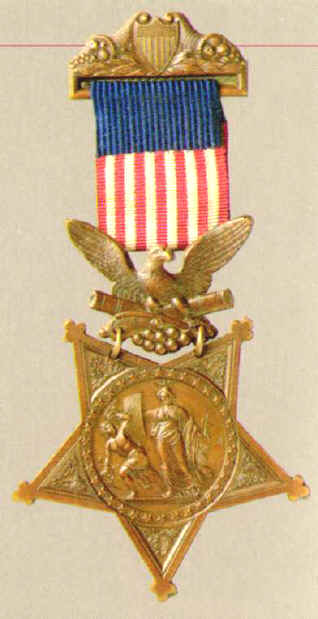
名誉勲章

階級と組織：
大佐、第4ペンシルベニア民兵隊。場所と日付：バージニア州ブルラン、1861年7月21日。入隊：ペンシルベニア州ノリスタウン。出生：1830年12月16日、ペンシルベニア州モンゴメリー郡ニューハノーバー・タウンシップ。発行日：1886年8月26日。
表彰
その徴兵期間が切れた後も側近として従軍を志願し、戦闘に加わり、混乱に陥らされた数個連隊を鼓舞して功績を残した。